# Magischer Ring Austria
Der Magische Ring Austria (MRA) wurde am 16. Oktober 1982 in Salzburg als Dachverband der Österreichischen Zauberklubs gegründet. Ziel des Verbandes, ähnlich dem Magischen Zirkel von Deutschland die Zauberkunst zu pflegen und zu fördern. Der MRA ist Mitglied in der FISM.

## Aufgaben des MRA
Unter seiner Schirmherrschaft werden regelmäßig Fachkongresse abgehalten, bei denen sich 200 bis 500 Zauberkünstler treffen. Diese Kongresse fanden bis 2006 jährlich, danach jedes zweite Jahr statt.
Wichtigster Programmpunkt dieser Treffen sind die Österreichischen Meisterschaften der Zauberkunst, bei denen für besondere Leistungen der Titel eines „Grand Prix“ Siegers vergeben werden kann, das ist die höchste nationale Auszeichnung der Österreichischen Magierschaft.
Ab September 2019 wurde vom Magischen Ring Austria das Joseph-Fröhlich-Festival in Bad Aussee veranstaltet.
Diese Veranstaltung ersetzt den Österreichischen Magierkongress. In jedem 2. Jahr findet dieser in Bad Aussee statt, im Jahr dazwischen ein Zauaberfestival mit einer Zaubergla für die Öffentlichkeit.  Der Termin ist jeweils das 2. Wochenende im September.
Bisherige Veranstaltungen:
- 2019 – Fröhlich Festival
- 2020 – Ausgefallen wegen Corona
- 2021 – Fröhlich Zauberfestival mit Eric Logan Gala
- 2022 – Fröhlich Zauberkongress 2022 mit Wettbewerb, Galas und einem Schwerpunkt: Französische Zauberkunst.
- 2023 – Fröhlich Zauberfestival mit Gala von Tricky Niki, Wolfgang Moser und Helge Thun
- 2024 – Fröhlich Zauberkongress 2024 mit Schwerpunkt Spanien. 5.–8. Sept. 2024.  mit inkludiertem Internationalen Austrian Youth Summit
- 2025 - Fröhlich Zauberfestival: Gala mit Ingo Oschmann

### Grand Prix Sieger des Magischen Ring Austria
| Austragungsjahr | Austragungsort | Name des „Grand Prix“ Siegers   |
| --------------- | -------------- | ------------------------------- |
| 2014            | Götzis         | Martin Kosch (Ö)                |
| 2012            | Baden bei Wien | Nikolaus Sedlak (Tricky Niki,Ö) |
| 2010            | Zell am See    | Paul Sommersguter (Ö)           |
| 2008            | St. Pölten     | Beat Felder-Meyer, (CH)         |
| 2006            | Graz           | Pilou (F)                       |
| 2005            | Eisenstadt     | Nikolaus Sedlak (Tricky Niki,Ö) |
| 2004            | Mayrhofen      | Martin Eisele (D)               |
| 2003            | Villach        | nicht vergeben                  |
| 2002            | Baden bei Wien | Philipp Tawfik (Ö)              |
| 2001            | Bregenz        | Wolfgang Moser (Ö)              |
| 2000            | Steyr          | nicht vergeben                  |
| 1999            | Eisenstadt     | nicht vergeben                  |
| 1998            | Zürich         | nicht vergeben                  |
| 1997            | Steyr          | Ludwig Gantner (Mecki, Ö)       |
| 1996            | Mayrhofen      | nicht vergeben                  |
| 1995            | Salzburg       | Johann Kellner (Kelli, Ö)       |
| 1994            | Wien           | Robert Stacher (Ö)              |
| 1993            | Eisenstadt     | Woedy Woet (NL)                 |
| 1992            | Linz           | David (H)                       |
| 1991            | Baden bei Wien | Beispiel                        |
| 1990            | Graz           | Gerhard Swoboda (Ö)             |
| 1989            | Bregenz        | Gerhard Scharnböck (Gerry, Ö)   |

## Mitgliedervereine des MRA
| Clubname                                 | Bundesland       |
| ---------------------------------------- | ---------------- |
| Magischer Cirkel Kärnten                 | Kärnten          |
| Magierklub Klagenfurt                    | Kärnten          |
| Die Magische Zehn                        | Niederösterreich |
| Freunde der Magie                        | Niederösterreich |
| Magische Vereinigung Linz                | Oberösterreich   |
| Tafelrunde Zauberhafte Episoden          | Oberösterreich   |
| Zauberfreunde Steyr                      | Oberösterreich   |
| Gesellschaft für Magische Kunst Salzburg | Salzburg         |
| Magischer Ring Saalbach                  | Salzburg         |
| Magischer Zirkel Graz                    | Steiermark       |
| Magischer Zirkel Obersteiermark          | Steiermark       |
| Zauberring Innsbruck                     | Tirol            |
| Magischer Zirkel Tirol                   | Tirol            |
| Magischer Klub Vorarlberg                | Vorarlberg       |
| Vereinigung für Magische Kunst Wien      | Wien             |
| I.B.M. Ring Vienna                       | Wien             |
| 1. Wiener Zaubertheater                  | Wien             |
| Zauberkreis Merlin                       | Wien             |
| Magischer Cercle Wien *                  | Wien             |
| Magischer Klub Wien *                    | Wien             |
| Zauberfreunde Wien                       | Wien             |

- außerordentliches Mitglied

## Präsidenten
- Peter Heinz Kersten
- Kurt Baldrian
- Gerwald Lehotzky
- Johann Kellner
- Rudolf Heuer
- Jürgen Peter
- Hanno Rhomberg (seit 2018)